# Setiris
Setiris is een bestuurslaag in het regentschap Muaro Jambi van de provincie Jambi, Indonesië. Setiris telt 2603 inwoners (volkstelling 2010).